# Michael Ritchie
Michael Ritchie (ur. 28 listopada 1938 w Waukesha, zm. 16 kwietnia 2001 w Nowym Jorku) – amerykański reżyser, scenarzysta i producent filmowy.

## Życiorys
Absolwent Uniwersytetu Harvarda. Stał się znany dzięki filmowi Szaleńczy zjazd (1969), w którym główną rolę zagrał młody Robert Redford. Za film Wyspa (1980) otrzymał nominację do Złotej Maliny w kategorii "najgorszy reżyser".
Członek jury konkursu głównego na 49. MFF w Wenecji (1992).

## Filmografia

### Reżyser
- 2000: 	Zaślepieni (Fantasticks, The)
- 1999–2001: 	Rekiny i Płotki (Beggars and Choosers)
- 1997: 	Comfort, Texas
- 1997: 	Proste życzenie (Simple Wish, A)
- 1994: 	Gliniarze i Robbersonowie (Cops and Robbersons)
- 1994: 	Selekcjoner (Scout, The)
- 1993: 	Prawdziwe przygody mamy morderczyni (Positively True Adventures of the Alleged Texas Cheerleader-Murdering Mom, The)
- 1992: 	Pojedynek oszustów (Diggstown)
- 1989: 	Fletch żyje (Fletch Lives)
- 1988: 	Kto tu zwariował? (Couch Trip, The)
- 1986: 	Złote dziecko (Golden Child, The)
- 1986: 	Dzikie koty (Wildcats)
- 1985: 	Fletch
- 1983: 	Ci, którzy przetrwają (Survivors, The)
- 1980: 	Wyspa (The Island)
- 1979: 	Romans prawie doskonały (Almost Perfect Affair, An)
- 1977: 	Semi-Tough
- 1976: 	Straszne Misie (Bad News Bears, The)
- 1975: 	Uśmiech (Smile)
- 1972: 	Kandydat (Candidate, The)
- 1972: 	Pierwszorzędne cięcie (Prime Cut)
- 1969–1970: 	The Survivors
- 1969: 	Zjazdowiec (Downhill Racer)
- 1968: 	Sound of Anger
- 1966-1969: 	Felony Squad
- 1965-1969: 	Big Valley, The
- 1964–1968: 	Man from U.N.C.L.E., The
- 1964–1965: 	Profiles in Courage
- 1961-1966: 	Doktor Kildare (Dr. Kildare)
- 1952-1959: 	Omnibus

### Scenarzysta
- 2002: Gruba ryba - bukmacher z kampusu (Big Shot: Confessions of a Campus Bookie)

### Producent
- 2000: 	Zaślepieni (The Fantasticks)
- 1978: 	The Bad News Bears Go to Japan